# Fausto (obispo maniqueo)
Fausto de Milevo, Milevio o Mileve, en latín original, Faustus (Mila, Argelia, c. 353 - 400) fue un obispo africano de herejía maniquea, contemporáneo de Agustín de Hipona.
Nació en Nilevum (Mileum, según Estrabón), una ciudad de Numidia. Según San Agustín, que lo conoció en el año 383 en Cartago recién llegado de Roma y escribió sobre él en sus Confesiones, libro V, cap. V y ss.,  era muy persuasivo y poseía una gran elocuencia, pero no era demasiado inteligente ni sabía nada de ciencias naturales. El de Hipona escribió que no le interesaba "la calidad de la vajilla del lenguaje, sino la ciencia que se me presentaba para comer" y, tras nueve años que pasó con los maniqueos y la decepción de Fausto, a quien suponían el mayor sabio de esa doctrina, abandonó ese cisma teniendo ya veintinueve años (Fausto tenía unos treinta). De vuelta de su entrevista con Agustín paró en Rodas, donde asistió a las predicaciones de Sinesio. Fausto publicó poco antes de su muerte, hacia el 400 d. C., un ataque contra el Antiguo Testamento que fue contestado de inmediato por Agustín en su Contra Faustum.
- Datos: Q1352750